# Wacław Jagodziński
Wacław Jagodziński (ur. 14 czerwca 1938 w Lutogniewie, zm. 8 listopada 2012 w Baszkowie) – polski rolnik, działacz ruchu młodzieżowego i ludowego, poseł na Sejm PRL IV i V kadencji.

## Życiorys
Urodzony w rodzinie chłopskiej, zdobył wykształcenie średnie rolnicze, prowadził gospodarstwo rolne. W latach nauki szkolnej należał do harcerstwa. Członek Związku Młodzieży Wiejskiej w latach 1956–1976, uczestnik I Krajowego Zjazdu ZMW w 1956 oraz czterech kolejnych, w latach 1966–1974 członek Zarządu Głównego ZMW, sekretarz oraz wiceprzewodniczący ZMW w Krotoszynie (w latach 1956–1974), członek Zarządu Wojewódzkiego ZMW w Poznaniu. Od 1962 członek Zjednoczonego Stronnictwa Ludowego, delegat na IV (1964) i X (1986) Kongres ZSL, w listopadzie 1989 uczestnik Kongresu przekształcającego ZSL w Polskie Stronnictwo Ludowe „Odrodzenie”. Następnie został członkiem Polskiego Stronnictwa Ludowego. W latach 1964–1975 członek Zarządu (w tym w latach 1970–1975 członek prezydium Zarządu Wojewódzkiego) ZSL w Poznaniu, potem w latach 1975–1981 wiceprezes Zarządu Wojewódzkiego ZSL w Kaliszu. Wiceprezes (1964–1972) i prezes (1972–1975) Zarządu Powiatowego ZSL w Krotoszynie.
W latach 1965–1972 poseł na Sejm PRL IV i V kadencji. Pracował w Komisji Zdrowia i Kultury Fizycznej oraz podkomisji Kultury Fizycznej i Sportu, pełnił funkcję sekretarza Sejmu V kadencji. W latach 1971–1972 członek prezydium Klubu Poselskiego ZSL.
W latach 1992–1998 członek Zarządu Wojewódzkiego PSL w Kaliszu, potem w latach 1998–2002 członek Zarządu Powiatowego PSL w Krotoszynie.